# 冰川

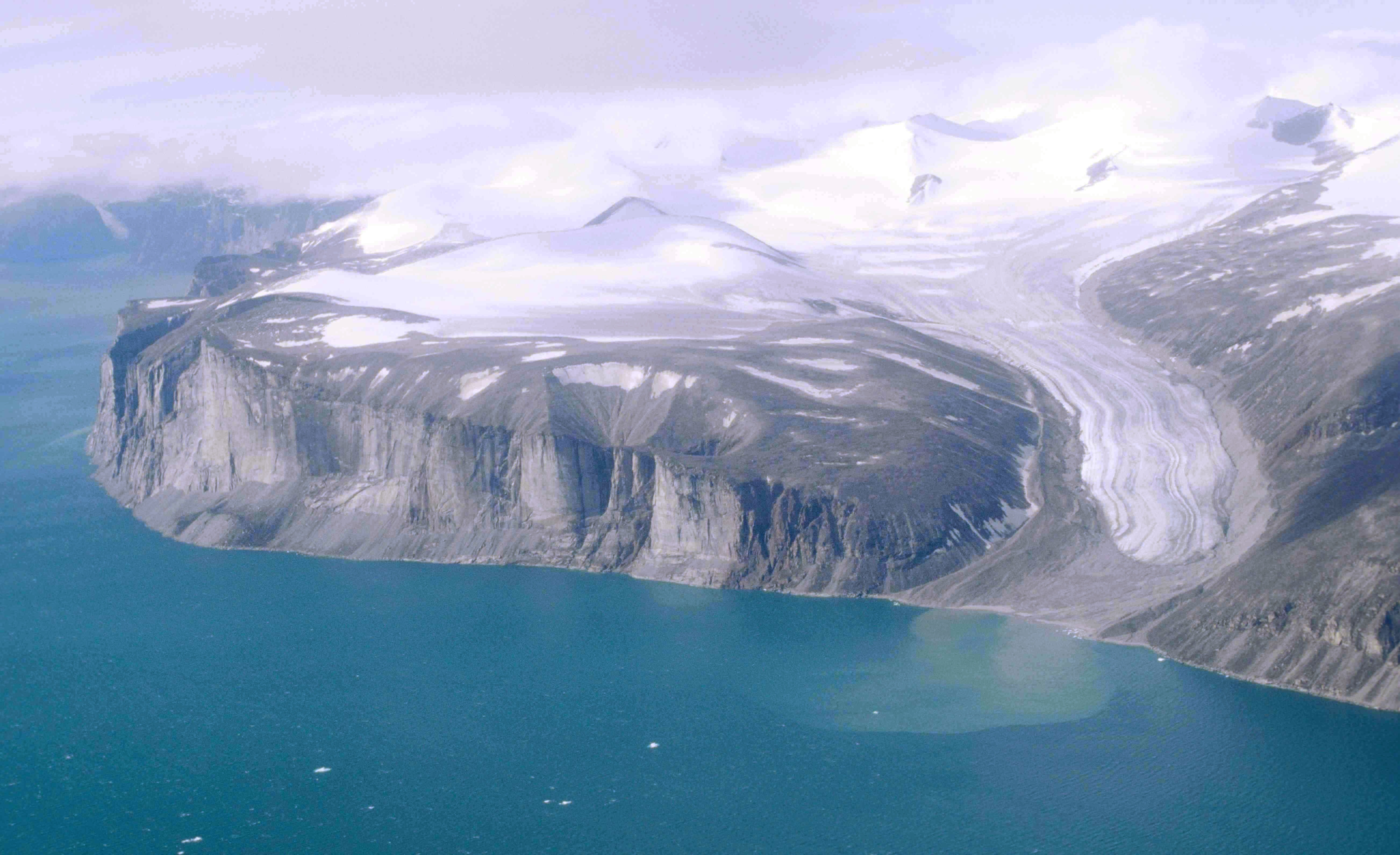
巴芬島冰河出海口

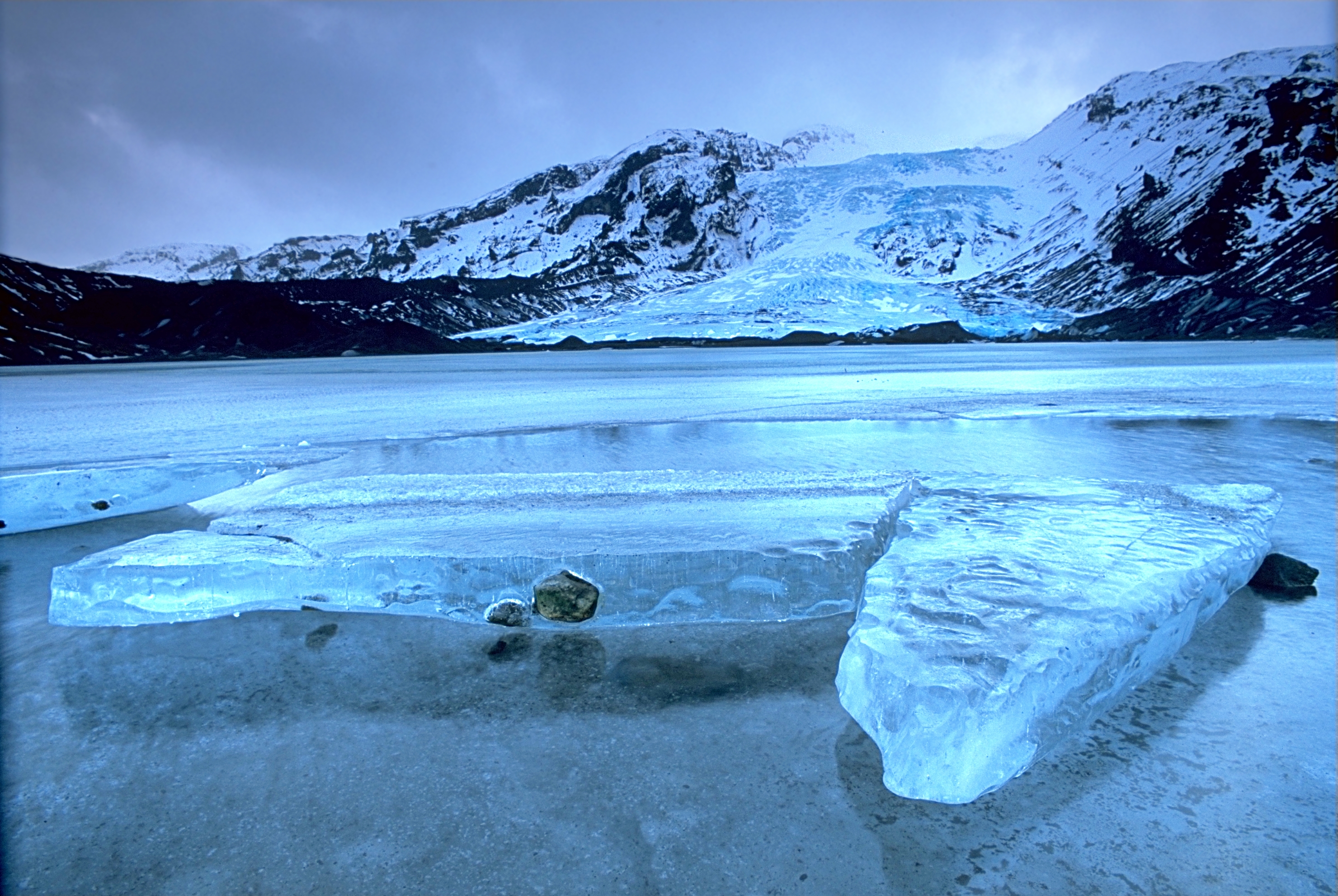
北歐冰島的冰川

是指大量冰塊堆積形成如同河川般的地理景觀。是一巨大的流動固體，是在高寒地區由層層積雪堆疊而成的巨大冰川冰。在終年冰封的高山或兩極地區，多年的積雪經重力或冰河之間的壓力，沿斜坡向下滑形成冰川。受重力作用而移動的冰河稱為山岳冰河或谷冰河，而受冰河之間的壓力作用而移動的則稱為大陸冰河或冰帽。兩極地區的冰川又名大陸冰川，覆蓋範圍較廣，是冰河時期遺留下來的。冰川是地球上最大的淡水資源，也是地球上繼海洋以後最大的天然水庫。七大洲都有冰川，大洋洲的冰川都在島嶼上，不在澳洲大陸上。
由于冰川形成于长年封冻地区，所以对冰川的研究，可以帮我们找到远古时代的地质信息。由於溫室效應在高緯度地區和高海拔地區格外明顯，地球上的冰川正以驚人的速度消失。對於直接流入大海的冰川來說，這意味着巨型冰山的增多、海平面的上升以及沿海地區可能遭受到的氾濫；對於高山上的冰川來說，這意味着山腳下河流水流量的不穩定，即在大量融雪時造成水災、其餘時間则造成旱災。
冰川前進時會切割山谷两侧的岩石，將它們帶往下游非常遠的地方。在冰河退縮時，這些巨大的石块就被留在原來冰河的河道上，包括兩旁山坡上。冰河流經的山谷會由原來的V字型橫切面变成U字型橫切面，千萬年期間其粗糙的山谷岩層表面更能被移动的冰川磨擦至平滑。

## 分布
| 地区     | 冰川面积（KM2） |
| -------- | --------------- |
| 南极洲   | 13,980,000      |
| 格陵兰岛 | 1,802,400       |
| 北极岛屿 | 226,090         |
| 欧洲     | 21,415          |
| 亚洲     | 109,085         |
| 北美洲   | 67,522          |
| 南美洲   | 25,500          |

總面積約達1622,7500平方公里，即覆蓋了地球陸地面積的11％，約佔地球上淡水總量的69％。現代冰川面積的97％、冰量的99％為南極大陸和格陵蘭兩大冰蓋所佔有，特別是南極大陸冰蓋面積達到1398萬平方公里（包括冰架），最大冰厚度超過4000米，冰從冰蓋中央向四周流動，最後流到海洋中崩解。

## 对于冰川的认识

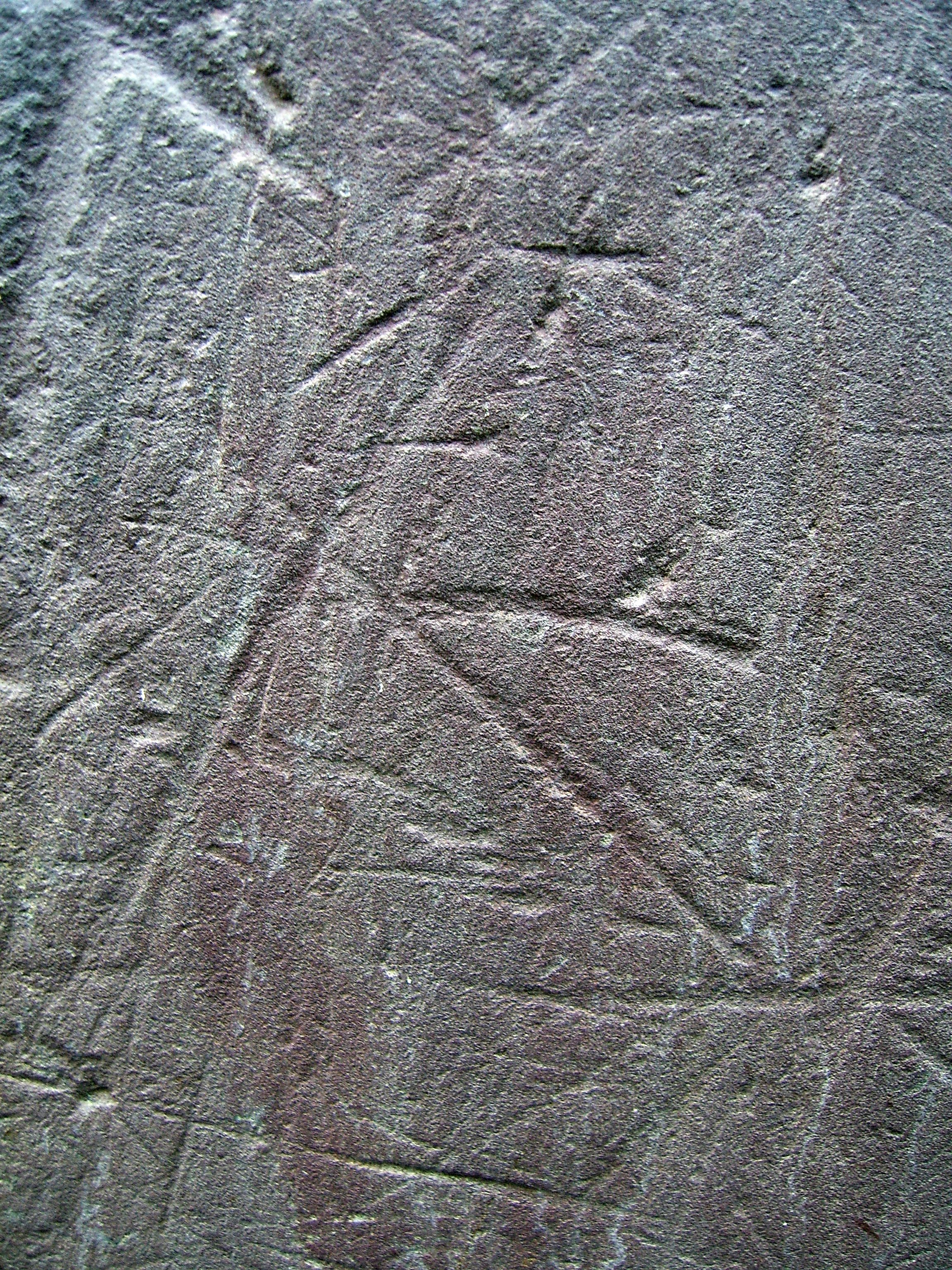
冰川擦痕

人类很早就對于冰川有所认识。唐朝的玄奘师徒西行時曾把天山木札尔特冰川描写为：「冰雪所聚，积而为凌，春夏不解......」大意就是说冰雪堆积形成了冰凌，不論春夏都不融化。欧洲的阿尔卑斯山是现代冰川的研究的起源地。人类首次系统研究阿尔卑斯山的冰川在19世纪30、40年代路易士·阿格西建立世界上第一个冰川研究站开始，奠定冰川学的基础。1911年J·P·科赫和韦格纳开创了对大陆冰盖的研究。20世纪50年代以来几次大规模的国际合作计划，70年代以来氧同位素、雷达测量、卫星遥感和遥测技术的应用，都有效促进对冰川的认识和研究。

## 冰川的分類
冰川依照在地球上分布的位置分为兩種，之所以分類是因為許多地理學者認為，這兩類的冰川地形其作用力、塑造的地形、成因皆有顯著差別。習慣上冰河、冰川為同義詞。

### 山岳冰川

正在消融的冰川对周围地貌影响的示意图

发育在高山上的冰川，呈舌形，在重力作用下运动。如青藏高原上的冰川，是世界最大的山岳冰川。範圍通常較大陸冰河小。按其形态、发育和地形特点的差别，山岳冰川又可以分为以下几种：
- 谷冰河（山谷冰川）
- 悬冰川
- 冰斗冰川
- 平顶冰川
- 山麓冰川

### 大陸冰川
又称为“冰盖”，是冰川中最大的一种，呈盾形，这种冰川覆盖着庞大的地面，在许多情况下，并且其厚度足以把全部山系—除最高的山峰外—都埋起来。面积超过14,000,000平方公里的南极洲，差不多全部都被一个平均接近1,980米厚的冰川覆盖着，其东部冰层厚度可达4267米。格陵兰约有83％的面积为冰川覆盖，面积超过1,800,000平方公里，实测最大厚度约3,350米。较小的大陆冰盖常被称作冰帽或冰原。地球上两大冰盖即南极冰盖和格陵兰冰盖，它们占世界冰川总体积的99％，其中南极冰盖占90％。

## 冰川構造

### 冰磧物

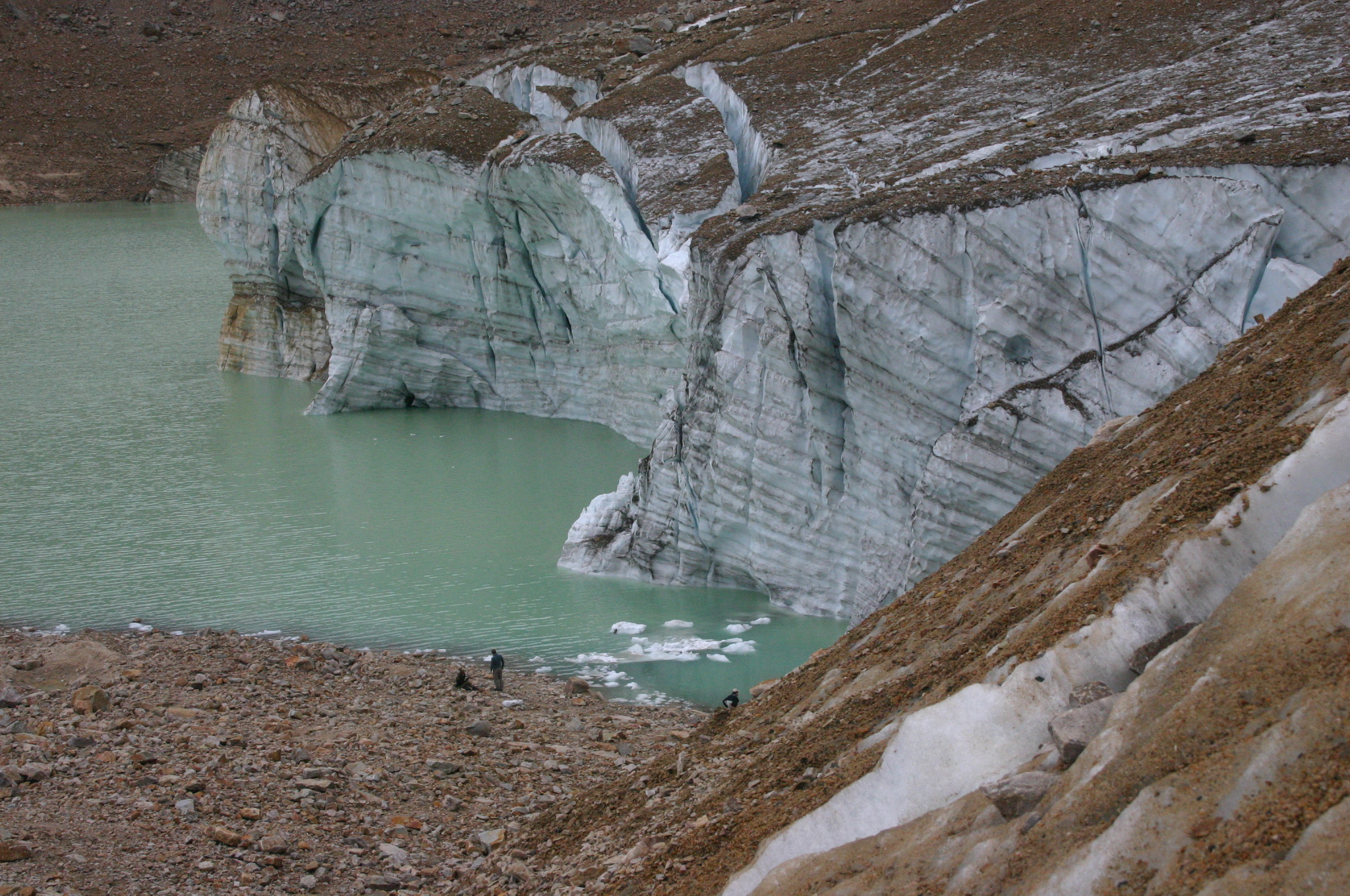
冰川的冰缝和年輪

冰川產生多種岩屑稱為冰積物。冰水冰積物是由稱為冰川融水的融冰中沉積下來的岩屑。有些冰積物含石塊和巨礫類似扁礫。冰積物也可能由冰川融水混入稱為冰礫泥的细礫沉積物。堆積冰磧土是融化時冰川頂部落下的岩屑。

## 参见

莫雷諾冰川 (阿根廷).

### 引用
1. ↑  . 樂詞網. 國家教育研究院 （中文（臺灣））.
2. ↑  .   [2020-09-30]. （原始内容存档于2017-06-21）.